# Souvenir du jardin à Etten
Le Souvenir du jardin à Etten (ou Les Femmes d'Arles) est un tableau de Vincent van Gogh peint en 1888 et conservé au musée de l'Ermitage de Saint-Pétersbourg. Cette huile sur toile mesure 73,5 cm de hauteur sur 92,5 cm de largeur.

## Histoire
Ce tableau a été réalisé par Van Gogh en novembre 1888 alors qu'il se trouvait à Arles avec Gauguin et devait décorer sa chambre de la maison jaune. On retrouve une manière proche du cloisonnisme ; sa composition rappelle aussi Le Jardin de la clinique d'Arles de Gauguin,. 
Dans sa correspondance avec son frère Théo, Vincent van Gogh fait deux fois mention de ce tableau qu'il intitule Souvenir du jardin à Etten. Dans une lettre à sa sœur Willemina, il déclare s'être inspiré du visage de Willemina et de leur mère pour ces figures de femmes. Le « jardin d'Etten » se réfère au jardin de la maison d'Etten du père de Vincent van Gogh, le pasteur Theodorus van Gogh, qui avait été appelé dans cette petite ville en 1875. Vincent y passa plusieurs séjours, dont un marquant de Pâques à Noël 1881 avant de retrouver son frère Théo et de se lancer dans sa vocation de peintre. La période d'Etten représente le début des dix ans de carrière d'artiste de Vincent.

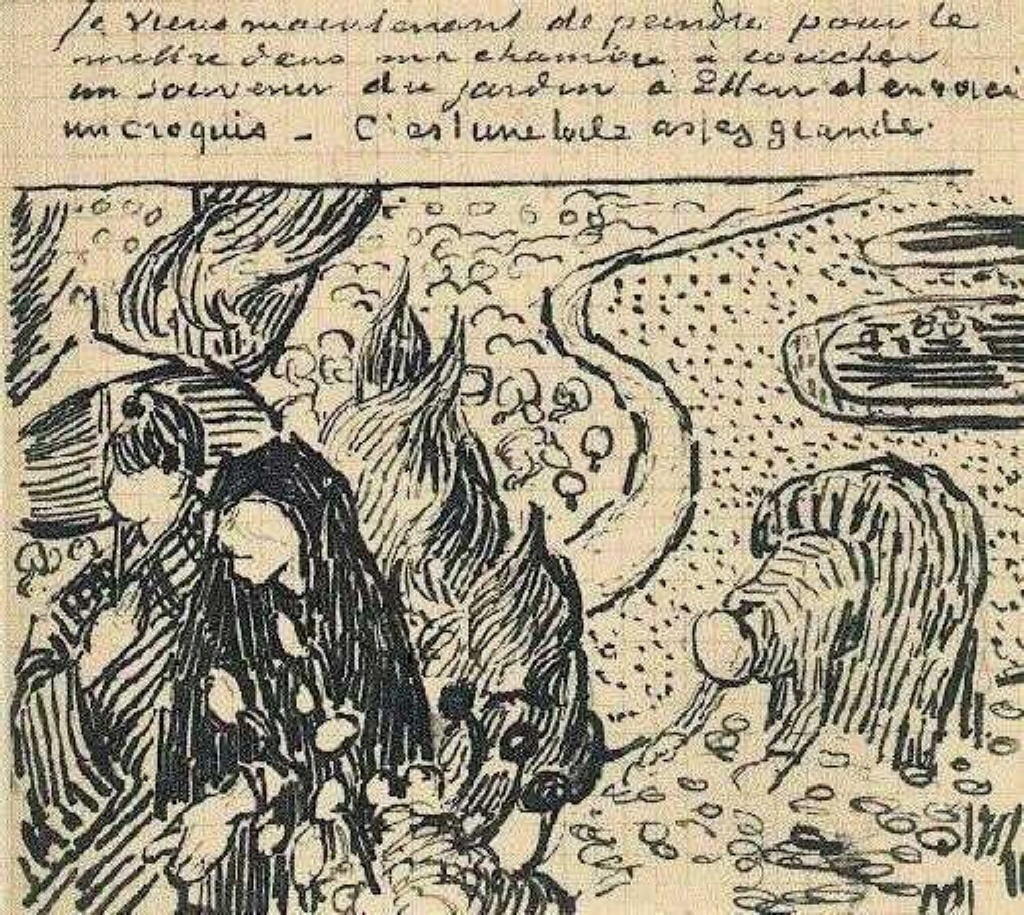
Vincent van Gogh, 1888, esquisse dans sa lettre VGM 720 (W9), Van Gogh Museum, Amsterdam.

Ce tableau a fait partie de la collection d'Émile Schuffenecker à Clamart (inventorié en 1908), puis a fait partie de l'immense collection de Sergueï Chtchoukine à Moscou , avant que celle-ci ne soit nationalisée en 1918. Le tableau est exposé au musée d'art moderne occidental de Moscou, avant d'être transféré en 1948 à l'Ermitage, où il est conservé sous le numéro d'inventaire n° 9116.